# Michael Mullen
Pour les articles homonymes, voir Mullen.
 (décembre 2023).
Si vous disposez d'ouvrages ou d'articles de référence ou si vous connaissez des sites web de qualité traitant du thème abordé ici, merci de compléter l'article en donnant les références utiles à sa vérifiabilité et en les liant à la section « Notes et références ».
Michael Glenn Mullen dit Mike Mullen, né le 4 octobre 1946 à Los Angeles, est un militaire américain, amiral et 18e chef d'État-Major des armées des États-Unis (Chairman of the Joint Chiefs of Staff ou CJCS), du 28 juin 2007 jusqu'au 30 septembre 2011, date à laquelle il prit sa retraite et fut remplacé par le général Martin Dempsey de l'US Army. Il était auparavant le chef des opérations navales de juillet 2005 à septembre 2007.

## Sources
- Official United States Navy biography (from United States Navy Homepage)
- Official Longer Version of United States Navy Biography